# Mendidius bidens
Mendidius bidens är en skalbaggsart som beskrevs av Semyon Martynovich Solsky 1876. Mendidius bidens ingår i släktet Mendidius och familjen Aphodiidae. Inga underarter finns listade i Catalogue of Life.